# Högfjärden
Högfjärden är en sjö strax norr om Lövånger i Skellefteå kommun i Västerbotten och ingår i Mångbyåns huvudavrinningsområde. Sjön har en area på 3,62 kvadratkilometer och ligger 5 meter över havet. Sjön avvattnas av vattendraget Högfjärdån.
Sjön är ca 8 km lång men relativt smal sträcker sig från Blacke i söder via Nolbyn upp till Fjälbyn i norr.
Sjön är relativt rik på fisk, främst gädda, abborre och mört men det finns även lake, brax och sik i sjön.
Sjön har inlopp från Älgträsket och utlopp till Gärdefjärden som i sin tur har sitt utlopp i Avafjärden som slutligen mynnar ut i Bottenviken vid Munkviken.

## Delavrinningsområde
Högfjärden ingår i delavrinningsområde (715747-176844) som SMHI kallar för Utloppet av Högfjärden. Medelhöjden är 19 meter över havet och ytan är 18,27 kvadratkilometer. Räknas de 2 avrinningsområdena uppströms in blir den ackumulerade arean 42,49 kvadratkilometer. Högfjärdån som avvattnar avrinningsområdet har biflödesordning 2, vilket innebär att vattnet flödar genom totalt 2 vattendrag innan det når havet efter 12 kilometer. Avrinningsområdet består mestadels av skog (55 procent), öppen mark (11 procent) och jordbruk (10 procent). Avrinningsområdet har 3,66 kvadratkilometer vattenytor vilket ger det en sjöprocent på 20 procent.